# 東京都立荒川商業高等学校
東京都立荒川商業高等学校（とうきょうとりつあらかわしょうぎょうこうとうがっこう）は、東京都足立区小台二丁目に所在した都立商業高等学校。2022年3月31日に閉校し、東京都立小台橋高等学校に改組された。

## 設置学科
- 全日制課程
  - 総合ビジネス科
    - マーケティング系列
    - 情報系列
    - デザイン系列
    - 会計系列
    - ビジネス系列
- 定時制課程
  - 商業科

## 沿革
- 1918年 - 夜間商業補習学校として開校
- 1960年 - 全日制を設置
- 2002年 - 商業科･情報処理科を統合し、総合ビジネス科を設置
- 2009年 - 全日制創立50周年式典
- 2019年 - 定時制商業科の生徒募集を停止[1]。
- 2020年 - 全日制総合ビジネス科の生徒募集を停止[2]。
- 2022年3月31日 - 閉校[3]

## 部活動

### 運動部
- 男子硬式テニス部
- 女子バレーボール部
- 水泳部
- 女子硬式テニス部
- 男子バレーボール部 - 東京都商業高等学校大会　2017・2018 優勝
- 陸上競技部
- 硬式野球部
- 女子バスケットボール部
- バドミントン部
- 剣道部
- 男子バスケットボール部
- 卓球部
- 柔道部
- サッカー部
- ダンス部 -『夏の日本高校ダンス部選手権』で、2010年東日本大会優秀賞を受賞。
- ソフトテニス部
- ゴルフ同好会
- 野外活動同好会
- 空手同好会
- フットサル同好会

### 文化部
- ガーデニング部
- 吹奏楽部
- 家庭科部
- 美術部
- 合唱部
- コンピュータ部
- イラスト部
- 写真部
- 囲碁部
- 珠算部
- 華道部
- ワープロ部
- 簿記部
- 演劇部
- ロック部
- 科学研究同好会
- 文芸同好会
- 奉仕活動同好会
- かるた同好会

## 交通
- 東京都交通局日暮里・舎人ライナー足立小台駅より徒歩15分
- 都電荒川線小台停留場より徒歩7分
- 都営バス小台橋バス停すぐ
- 都営バス小台町バス停より徒歩5分
- はるかぜ小台一丁目バス停より徒歩1分

## 著名な出身者
- 希月あおい（プロレスラー、アイスリボン所属、在学中にレスラーデビュー）
- みやぞん（芸人、ANZEN漫才）

## 主な出来事
- 1969年、3年生の一部生徒が、賭け麻雀をしていたことが発覚。3人が退学、31人が停学、3人が謹慎と生徒の大量処分が行われた[4]。